# Rosario Monumental de Montserrat

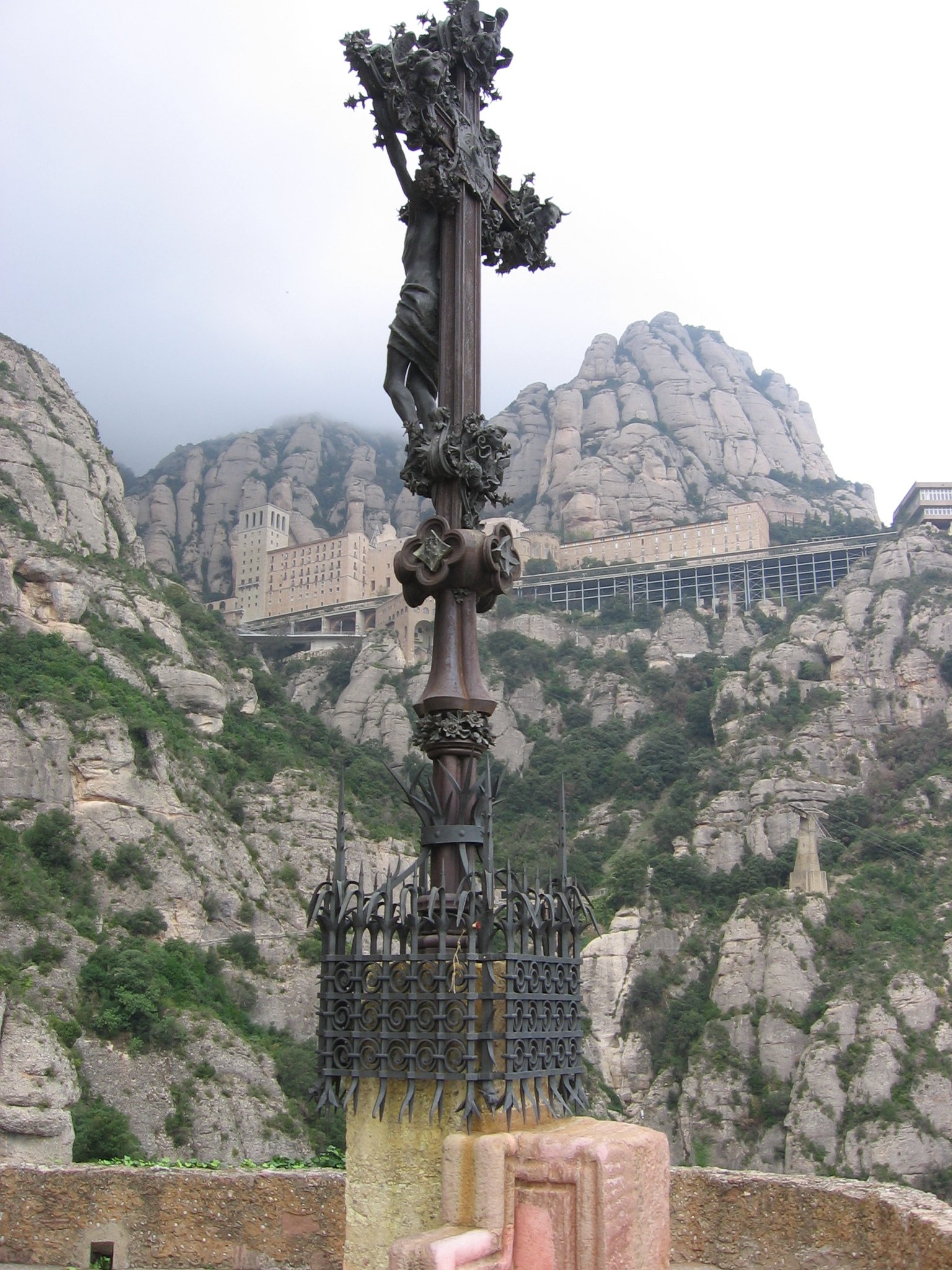
Vista del camino con el monasterio al fondo.

El Rosario Monumental de Montserrat es un conjunto de obras escultóricas de signo religioso situadas en el camino que conduce del Monasterio de Montserrat a la Santa Cueva donde se encontró la imagen de la Virgen en 880.
El camino está excavado en la montaña, a lo largo del Macizo de Montserrat, construido entre 1691 y 1704 gracias al mecenazgo de Gertrudis de Camporrell, marquesa de Tamarit. Durante su recorrido se situaron varios grupos escultóricos dedicados al Rosario y a los quince misterios de la Virgen, construidos entre 1896 y 1916. Las obras fueron sufragadas con donaciones particulares, sobre todo de cofradías y entidades católicas, gracias al llamamiento realizado por Jaume Collell i Bancells, canónigo de la catedral de Vich, que en la revista jesuita El Mensajero del Corazón de Jesús promovió una campaña para la construcción del Rosario Monumental.
En su construcción intervinieron arquitectos como Antoni Gaudí, Josep Puig i Cadafalch y Enric Sagnier, y escultores como Josep Llimona o los hermanos Agapito y Venancio Vallmitjana. Por su variada autoría, no guarda un sello estilístico común, pero en general se enmarca dentro del Modernismo catalán. En 1983 se tuvo que hacer de nuevo el Segundo Misterio de Gozo, La Visitación; el nuevo grupo escultórico, de bronce, se encargó a Manuel Cusachs.
El monumento está catalogado como Bien Cultural de Interés Local del Patrimonio Cultural Catalán con el número de inventario 1306-I.

## Los Quince Misterios

### Misterios de Gozo
| Año  | Nombre                                                                                           | Autor | Donante                                                 | Estado                        | Foto |
| ---- | ------------------------------------------------------------------------------------------------ | --- | ------------------------------------------------------- | ----------------------------- | ---- |
| 1896 | Primer Misterio de Gozo. La Anunciación.                                                         | Obra de los escultores Joan Pujol y Francesc García, con un relieve de mármol de Francisco Pagés Serratosa.                                                | Ofrenda de Mercè Llompart de Sivatte.                   | Correcto                      |      |
| 1902 | Segundo Misterio de Gozo. La Visitación de María a su prima Isabel.                              | Proyecto de Enric Sagnier (no realizado), con la escultura de la Visitación de Venancio Vallmitjana Barbany (1902). La actual es de Manuel Cusachs (1983). | Ofrenda de Francesca Llavina, vda. Quadrado.            | Correcto (restaurado en 1983) |      |
| 1901 | Tercer Misterio de Gozo. El Nacimiento de Jesús.                                                 | Obra del arquitecto Josep Puig i Cadafalch y del escultor Josep Llimona.                                                                                   | Ofrenda de Alexandre Pons.                              | Correcto                      |      |
| 1904 | Cuarto Misterio de Gozo. La Presentación de Jesús en el Templo.                                  | Obra del arquitecto Joan Martorell y del escultor Josep Maria Barnadas.                                                                                    | Ofrenda del Gremio de Carpinteros de Barcelona.         | Correcto                      |      |
| 1906 | Quinto Misterio de Gozo. El Hallazgo de Jesús en el Templo (Jesús entre los doctores de la ley). | Obra igualmente de Joan Martorell y Josep Maria Barnadas, reformada por Lluís Muncunill i Parellada.                                                       | Ofrenda de Joan Marcet y otros industriales de Tarrasa. | Correcto                      |      |

### Misterios de Dolor
| Año  | Nombre                                                                   | Autor                                                                                                 | Donante                                                                         | Estado                                                                                | Foto |
| ---- | ------------------------------------------------------------------------ | --- | ------------------------------------------------------------------------------- | ------------------------------------------------------------------------------------- | ---- |
| 1897 | Primer Misterio de Dolor. La Oración de Jesús en el Huerto de Getsemaní. | Obra de Joaquim Codina i Matalí con esculturas de Josep Campeny.                                      | Ofrenda de la Archicofradía Teresiana.                                          | Correcto                                                                              |      |
| 1898 | Segundo Misterio de Dolor. La Flagelación.                               | Obra del arquitecto Francisco de Paula del Villar y Carmona y del escultor Agapito Vallmitjana.       | Ofrenda de Elvira y Emilia Llagostera.                                          | Correcto                                                                              |      |
| 1901 | Tercer Misterio de Dolor. La Coronación de Espinas.                      | Obra de Enric Sagnier i Villavecchia y del escultor Anselm Nogués.                                    | Ofrenda de los Terciarios Franciscanos de España y los Capuchinos de Barcelona. | Correcto                                                                              |      |
| 1899 | Cuarto Misterio de Dolor. El Camino al Calvario llevando la Cruz.        | Obra de Joan Martorell con Venancio Vallmitjana como escultor.                                        | Ofrenda de las Asociaciones Católicas del Obispado de Barcelona.                | Correcto                                                                              |      |
| 1896 | Quinto Misterio de Dolor. La Crucifixión de Jesús.                       | Obra del arquitecto Josep Puig i Cadafalch y del escultor Josep Llimona, con reja de Manuel Ballarín. | Ofrenda del Apostolado de la Oración de Cataluña.                               | Correcto (restaurado en 2004 por el arquitecto Antoni Baraut y el escultor Ramon Oms) |      |

### Misterios de Gloria
| Año       | Nombre                                                       | Autor | Donante                                                         | Estado                                              | Foto |
| --------- | ------------------------------------------------------------ | --- | --------------------------------------------------------------- | --------------------------------------------------- | ---- |
| 1903-1916 | Primer Misterio de Gloria. La Resurrección de Jesús.         | Obra del arquitecto Antoni Gaudí (con la colaboración de su ayudante Joan Rubió) y de los escultores Josep Llimona (Cristo resucitado) y Dionisio Renart (Las Tres Marías), con reja de Manuel Ballarín. | Ofrenda de la Lliga Espiritual de la Mare de Déu de Montserrat. | Correcto (restaurado en 1947 por Francesc Folguera) |      |
| 1903      | Segundo Misterio de Gloria. La Ascensión de Jesús.           | Obra del arquitecto Bonaventura Bassegoda i Amigó y del escultor Josep Reynés. | Ofrenda de Pere-Grau Maristany i Oliver, conde de Lavern.       | Correcto                                            |      |
| 1904      | Tercer Misterio de Gloria. El Pentecostés.                   | Obra del arquitecto Joan Martorell y del escultor Josep Maria Barnadas, con mosaico de Mario Maragliano.                                                                                                 | Ofrenda del Clero y Obispos de las Diócesis Catalanas.          | Correcto                                            |      |
| 1900      | Cuarto Misterio de Gloria. La Asunción de la Virgen María.   | Obra de Joaquim Codina i Matalí con esculturas de Venancio Vallmitjana. | Ofrenda de la Asociación de las Hijas de María de Cataluña.     | Correcto                                            |      |
| 1906      | Quinto Misterio de Gloria. La Coronación de la Virgen María. | Obra de Joaquim Codina i Matalí con esculturas de Joan Flotats. | Ofrenda de los Terciarios Carmelitas.                           | Correcto                                            |      |